# Metanapis bimaculata
Espèce
Synonymes
- Chasmocephalon bimaculatum Simon, 1895

Metanapis bimaculata est une espèce d'araignées aranéomorphes de la famille des Anapidae.

## Distribution
Cette espèce est endémique d'Afrique du Sud.

## Publication originale
- Simon, 1895 : Histoire naturelle des araignées. Paris, vol. 1, p. 761-1084 (texte intégral).